# Berlin-Marathon 2001
| 28. Berlin-Marathon    | 28. Berlin-Marathon         |
| ---------------------- | --------------------------- |
| Stadt                  | Berlin, Deutschland         |
| Datum                  | 30. September 2001          |
| Distanz                | 42,195 Kilometer            |
| Sieger                 |                             |
| Männer                 | Joseph Ngolepus (2:08:47 h) |
| Frauen                 | Naoko Takahashi (2:19:46 h) |
| ← Berlin-Marathon 2000 | Berlin-Marathon 2002 →      |
| Website                | Offizielle Website          |

Der Berlin-Marathon 2001 (offiziell: Real Berlin-Marathon 2001) war die 28. Ausgabe der jährlich stattfindenden Laufveranstaltung in Berlin, Deutschland. Der Marathon fand am 30. September 2001 statt.
Bei den Männern gewann Tempomacher Joseph Ngolepus in 2:08:47 h, bei den Frauen Naoko Takahashi in 2:19:46 h.

## Ergebnisse

### Männer
| Platz | Athlet                   | Land      | Zeit (h) |
| ----- | ------------------------ | --------- | -------- |
| 01    | Joseph Ngolepus          | Kenia     | 2:08:47  |
| 02    | Willy Cheruiyot Kipkirui | Kenia     | 2:09:08  |
| 03    | William Kiplagat         | Kenia     | 2:09:55  |
| 04    | Tsuyoshi Ogata           | Japan     | 2:10:06  |
| 05    | Danilo Goffi             | Italien   | 2:10:35  |
| 06    | Frederick Chumba         | Kenia     | 2:10:36  |
| 07    | Makhosonke Fika          | Südafrika | 2:10:47  |
| 08    | Viktor Röthlin           | Schweiz   | 2:10:54  |
| 09    | Tesfaye Eticha           | Äthiopien | 2:11:19  |
| 10    | João N’Tyamba            | Angola    | 2:11:40  |

### Frauen
| Platz | Athletin             | Land                   | Zeit (h) |
| ----- | -------------------- | ---------------------- | -------- |
| 01    | Naoko Takahashi      | Japan                  | 2:19:46  |
| 02    | Tegla Loroupe        | Kenia                  | 2:28:03  |
| 03    | Kathrin Weßel        | Deutschland            | 2:28:27  |
| 04    | Shiki Sekiuchi       | Japan                  | 2:33:23  |
| 05    | Ai Sugihara          | Japan                  | 2:34:56  |
| 06    | Beverley Hartigan    | Vereinigtes Königreich | 2:36:02  |
| 07    | Faustina-Maria Ramos | Spanien                | 2:36:25  |
| 08    | Dagmar Rabensteiner  | Österreich             | 2:38:03  |
| 09    | Christine Döllinger  | Deutschland            | 2:38:52  |
| 10    | Susanne Johansson    | Schweden               | 2:40:29  |